# Dzan
Dzan es una localidad de Yucatán en México, cabecera del municipio homónimo, uno de los 106 que integran la entidad federativa. 

## Localización
La localidad de Dzan se encuentra en la región denominada centro del estado, entre las poblaciones de Ticul y de Maní. Cuenta con una zona arqueológica (zona de Dzan) de interés. 

## Toponimia
El término Dzan en idioma maya significa aquí se sume, de sumirse, hundirse.  

## Datos históricos
Sobre la fundación de Dzan no existen datos registrados, aunque se sabe que había una población maya antes de la conquista de Yucatán perteneciente al cacicazgo o jurisdicción de los tutul xiues.
Tras la llegada de los europeos, se estableció en el poblado el régimen de encomiendas entre las que se identifican la de Napat Xiú en 1550 y la de Alonso Rosado en 1582.